# ناثانيل ليفين
ناثانيل ليفين (بالإنجليزية: Nathaniel Levin)‏ هو شخصية أعمال نيوزيلندي، ولد في 4 مايو 1818، وتوفي في 30 أبريل 1903.